# Coscinia ibicenca
Coscinia ibicenca är en fjärilsart som beskrevs av Kobes 1991. Coscinia ibicenca ingår i släktet Coscinia och familjen björnspinnare. Inga underarter finns listade i Catalogue of Life.